# Phạm Văn Phương
Phạm Văn Phương (tên tiếng Anh: Fann Woon Fong, sinh ngày 27 tháng 1 năm 1971) là nữ diễn viên người Singapore.

## Danh sách phim
- 1994: Dreams come true, The Challenge
- 1995: Chronicle of life, Morning express, Sparks of life, The golden pillow
- 1996: The unbroken cycle, A roman in Shanghai, Wild orchids, Brave new world
- 1998: Return of the Condor Heroes, Myth and Legends of Singapore-Lady of the hill
- 1999: Out to win, The truth about Jane and Sam (Điện ảnh)
- 2000: The Legendary swordsman, Looking for stars, When I fall in love with both (Điện ảnh)
- 2001: Heroes in black, Madam White Snake, The hotel
- 2002: Brotherhood, Shanghai Knights (Điện ảnh)
- 2003: Always on my mind, Moon fairy
- 2004: My fair lady, Beautiful illstration, House of Harmony (Điện ảnh-Truyền hình), Longan Porridge (Điện ảnh)
- 2005: The lucky stars
- 2006: Women of times, Zodiac: Race begins (lồng tiếng), Just follow law (Điện ảnh)
- 2007: Vợ Tôi là GăngTơ
- 2008: The Wedding Game
- 2009: Đêm Cuối Cùng của Kim Đại Ban
- 2010: Phúc Tinh Đến

## Các album đã phát hành
- 2005.06.17: In Love With You (爱上了你新歌+精选)
- 2000.10.03: No Problem (没有问题)
- 1999.06.02: Missing You (想你)
- 1998.07.08: Shopping (album) (逛街)
- 1997.09.12: I Live Alone (一个人生活)
- 1996.10.06: Fanntasy